# Hugo Gutiérrez Vega
Hugo Gutiérrez Vega (Guadalajara, México, 20 de febrero de 1934 - Ciudad de México, 25 de septiembre de 2015) fue un abogado, poeta, escritor, actor, catedrático, diplomático y académico mexicano.

## Biografía
Fue miembro del Servicio Exterior Mexicano durante más de treinta y cinco años, fue agregado cultural o cónsul en Estados Unidos, España, Italia, Brasil, Rumania, Líbano, Chipre, Moldavia y Puerto Rico. Fue también en la década de los setenta presidente del Comité de Apoyo a la Unidad Popular, y entre 1987 y 1994, embajador de México en Grecia.
Escribió más de treinta y seis libros de poesía y trece de prosa, algunos de los cuales han sido traducidos a diez idiomas. Impartió clases en la Universidad Autónoma de Querétaro llegando a ser Rector de esta última de 1966 a 1967. Dentro de la Universidad Nacional Autónoma de México (UNAM), fue director de Casa del Lago (1974-1976), director de la Revista de la Universidad de México y director general de Difusión Cultural de la UNAM (1977-1978). Asimismo dirigió el suplemento cultural La Jornada Semanal del diario La Jornada. Fue y miembro del Seminario de Cultura Mexicana. Fue elegido miembro de número de la Academia Mexicana de la Lengua el 10 de noviembre de 2011 para ocupar la silla XXXIV.
Falleció el 25 de septiembre de 2015 a los 81 años.

## Premios y distinciones
- Premio Nacional de Poesía Aguascalientes, en 1975.
- Premio de Letras de Jalisco, en 1994.
- Premio Nacional de Periodismo en Difusión Cultural, en 1999.
- Premio Iberoamericano de Poesía "Ramón López Velarde", en 2001.[1]
- Premio Xavier Villaurrutia en poesía, en 2002.[2]
- Medalla de oro por el Instituto Nacional de Bellas Artes.
- Doctorado honoris causa por la Universidad Autónoma de Querétaro.
- Doctorado honoris causa por la Universidad Autónoma Metropolitana, en 2011.
- Premio Nacional de Periodismo “Carlos Septién García”, en 2012.[2]
- Premio Nacional de Ciencias y Artes en el área de Lingüística y Literatura otorgado por la Secretaría de Educación Pública en 2013.[9]
- Doctorado honoris causa por la Universidad de Guadalajara.

## Obras publicadas
- Información y sociedad (1974).
- Cuando el placer termine (1977).
- Bazar de asombros
- Cantos del despotado de Morea[1]
- Las peregrinaciones del deseo. Poesía reunida 1966-1985, (1987).
- El erotismo y la muerte (1987).
- Georgetown blues y otros poemas (1987).
- Los soles griegos (1989).
- Nuevas peregrinaciones (1994).
- Los pasos revividos (1997).
- Lecturas, navegaciones y naufragios (1999).
- Algunos ensayos (2000).[1]
- Esbozos y miradas del bazar de asombros (2006).
- Antología con dudas (2008).[1]